# Verdunpreis
Der Verdunpreis war einer der bedeutendsten Historikerpreise im deutschen Kaiserreich und wurde bis zum Ersten Weltkrieg verliehen, mit einer kurzen Wiederbelebung in der Zeit des Nationalsozialismus. Er wurde am 18. Juni 1844 vom preußischen König Friedrich Wilhelm IV. gestiftet anlässlich der Jahrtausendfeier des Vertrags von Verdun (843), der vom König als Geburtsstunde einer eigenständigen deutschen Reichsgeschichte gesehen wurde. Er wurde alle fünf Jahre für das beste deutschsprachige Werk der vorangegangenen fünf Jahre zur deutschen Geschichte verliehen und war mit 1000 Talern in Gold (entsprechend 3000 Goldmark) dotiert und mit einer Goldmedaille versehen.
Die Verleihung war im Kaiserreich an die Zustimmung des Kaisers gebunden, weshalb einige Historiker leer ausgingen (so war Moriz Ritter zweimal vorgeschlagen, der Kaiser lehnte aber ab). Eine Historikerkommission schlug die Verleihung vor.
Er wurde ab 1914 nicht mehr verliehen, aber unter nationalsozialistischer Herrschaft ab 1936 wieder vergeben (mit einer Dotierung von 3000 Reichsmark). Während der alte Preis von der Preußischen Akademie der Wissenschaften verliehen wurde, wurde der Preis nun direkt vom Ministerium vergeben (selbst die Akademie war davon überrascht).
Der ab 1983 vergebene Deutsche Historikerpreis (Preis des Historischen Kollegs) knüpft an den Verdunpreis an, die Namensgebung kam allerdings nach den Erfahrungen des Ersten Weltkriegs und den in diesem an Verdun knüpfenden Erinnerungen nicht in Frage.

## Preisträger
- 1844 ?
- 1849 ?
- 1854 General Eduard von Höpfner
- 1859 Wilhelm von Giesebrecht
- 1864 Ludwig Häusser
- 1869 Ernst Ludwig Dümmler
- 1874 Johann Gustav Droysen
- 1879 die kriegsgeschichtliche Abteilung des Großen Generalstabs
- 1884 Heinrich von Treitschke
- 1889 Max Lehmann für seine Biographie von Scharnhorst
- 1894 Bernhard Erdmannsdörffer für Deutsche Geschichte vom Westfälischen Frieden bis zur Regierungszeit Friedrichs des Großen
- 1899 Albert Hauck
- 1904 Reinhold Koser für die Darstellung des Siebenjährigen Krieges im zweiten Band seiner Biographie von Friedrich dem Großen.[4]
- 1909 Sigmund von Riezler für seine Geschichte Bayerns.
- 1913 Paul Bailleu, für seine Biographie der Königin Luise.[5]

Verleihungen nach 1914:
- 1936 Karl Alexander von Müller für Deutsche Geschichte und deutscher Charakter
- 1941 Otto Brunner